# العلاقات البرازيلية الهايتية
العلاقات البرازيلية الهايتية هي العلاقات الثنائية التي تجمع بين البرازيل وهايتي.

## مقارنة بين البلدين
هذه مقارنة عامة ومرجعية للدولتين:
| وجه المقارنة                                              | البرازيل | هايتي                                |
| --------------------------------------------------------- | --- | ------------------------------------ |
| المساحة (كم2)                                             | 8.52 مليون | 27.75 ألف                            |
| عدد السكان (نسمة)                                         | 202.66 مليون | 10.98 مليون                          |
| الكثافة السكانية (ن./كم²)                                 | 23.79 | 395.68                               |
| العاصمة                                                   | برازيليا، ريو دي جانيرو | بورت أو برانس                        |
| اللغة الرسمية                                             | برتغالية برازيلية، Brazilian Sign Language ‏ | لغة فرنسية، اللغة الكريولية الهايتية |
| العملة                                                    | ريال برازيلي، كروزيرو ريال برازيلي ‏، كروزيرو البرازيلية (1990–1993)، البرازيلي كروزادو نوفو، كروزادو برازيلي، cruzeiro ‏، كروزيرو البرازيلية (1942–1967)، الريال البرازيلي (قديم) | جوردة هايتية                         |
| الناتج المحلي الإجمالي (بليون دولار)                      | 2.06 تريليون | 8.41 مليار                           |
| الناتج المحلي الإجمالي (تعادل القوة الشرائية) بليون دولار | 3.22 تريليون | 18.82 مليار                          |
| الناتج المحلي الإجمالي الاسمي للفرد دولار أمريكي          | 8.54 ألف | 818                                  |
| الناتج المحلي الإجمالي للفرد دولار أمريكي                 | 15.89 ألف | 1.73 ألف                             |
| مؤشر التنمية البشرية                                      | 0.754 | 0.483                                |
| رمز المكالمات الدولي                                      | +55 | +509                                 |
| رمز الإنترنت                                              | .br | .ht                                  |
| المنطقة الزمنية                                           | | 00                                   |

## منظمات دولية مشتركة
يشترك البلدان في عضوية مجموعة من المنظمات الدولية، منها:
| علم المنظمة | اسم المنظمة                                                          | تاريخ انضمام البرازيل | تاريخ انضمام هايتي |
| ----------- | -------------------------------------------------------------------- | --------------------- | ------------------ |
|             | وكالة حظر الأسلحة النووية في أمريكا اللاتينية ومنطقة البحر الكاريبي ‏ | ?                     | ?                  |
|             | الاتحاد البريدي العالمي                                              | ?                     | ?                  |
|             | يونسكو                                                               | 4 نوفمبر 1946         | 18 نوفمبر 1946     |
|             | البنك الدولي للإنشاء والتعمير                                        | 14 يناير 1946         | 8 سبتمبر 1953      |
|             | منظمة التجارة العالمية                                               | ?                     | ?                  |
|             | وكالة ضمان الاستثمار متعدد الأطراف                                   | 7 يناير 1993          | 11 ديسمبر 1996     |
|             | الاتحاد الدولي للاتصالات                                             | 4 يوليو 1877          | 10 أكتوبر 1927     |
|             | منظمة الشرطة الجنائية الدولية                                        | ?                     | ?                  |
|             | مؤسسة التمويل الدولية                                                | 31 ديسمبر 1956        | 20 يوليو 1956      |
|             | الأمم المتحدة                                                        | 24 أكتوبر 1945        | 24 أكتوبر 1945     |
|             | مؤسسة التنمية الدولية                                                | 15 مارس 1963          | 13 يونيو 1961      |
|             | منظمة حظر الأسلحة الكيميائية                                         | ?                     | ?                  |

## وصلات خارجية
- موقع وزارة الخارجية البرازيلية
- موقع وزارة الخارجية الهايتية